# Tortuga gòfer
La tortuga gòfer (Gopherus polyphemus) és una espècie de tortuga de la família Testudinidae, nativa del sud-est dels Estats Units. La tortuga gòfer és considerada una espècie clau pel fet que excava caus que serveixen de refugi a centenars d'altres espècies. Es troben amenaçades per depredació i destrucció del seu hàbitat.

## Descripció
Els exemplars adults poden assolir uns 40 cm de longitud i poden pesar uns 14 kg. De mitjana fan una mica menys de 30 cm. La seva closca és sòlida i de color entre marró fosc a tonalitats de gris. Tenen les potes del darrere que s'assemblen a les de l'elefant, davanteres en forma de pala, i una gola projectable des d'un plastró groguenc sense articulació. Les seves cries són de color més clar. Els mascles es distingeixen de les femelles per comptar amb un plastró còncau i una cua una mica més llarga, però pot ser difícil diferenciar els sexes. Els mascles de la tortuga gòfer posseeixen dues glàndules odoríferes subdentàries a sota del seu mentó. El gènere Gopherus allotja quatre espècies, totes elles són comunament anomenades tortugues gòfer. Aquest gènere és l'únic tipus de tortuga terrestre de la família Testudinidae que és nativa de l'Amèrica del nord.

## Hàbitat i comportament

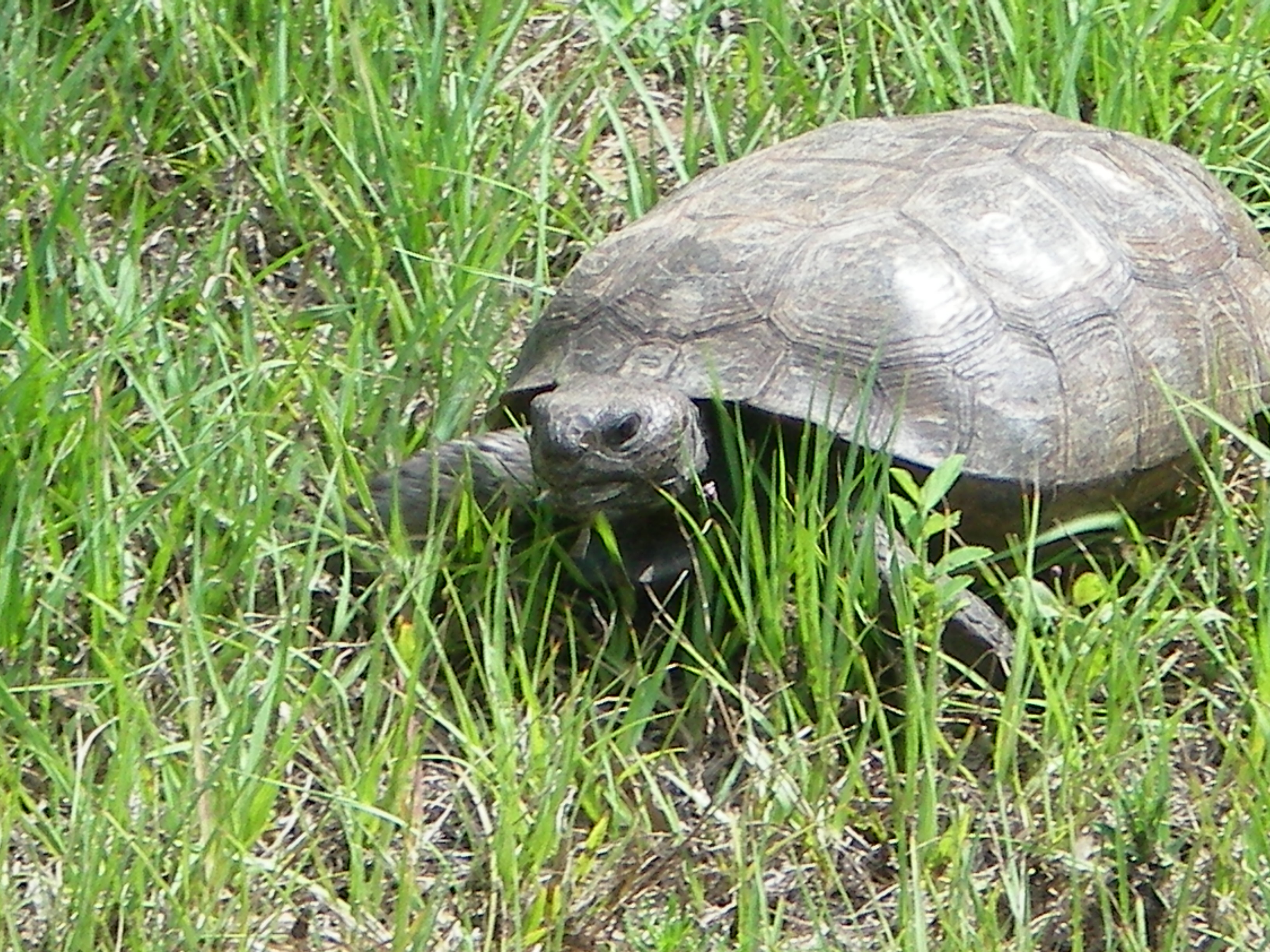
Tortuga gòfer fotografiada a Cocoa, Florida.

Com les altres tortugues del gènere Gopherus la Gopherus polyphemus és reconeguda per la seva habilitat per excavar. Les tortugues gòfer passen la major part del temps en llargs caus, de fins a 14 m de longitud i fins a 6 m de profunditat. En aquests caus les tortugues estan protegides contra la calor de l'estiu, el fred de l'hivern, el foc dels incendis i els depredadors. Sol haver nombrosos caus en pastures de pinedes, on les tortugues són grans consumidores del farratge, exercint un paper molt important en l'ecosistema. Excepte durant l'època de reproducció, les tortugues gòfer són animals solitaris, habitant en un petit territori. Dins del seu territori excaven diversos caus. De mitjana cada tortuga gòfer requereix per viure d'una superfície de terreny d'unes 4 hectàrees.
Aquesta tortuga és molt comuna a Florida, encara que la seva distribució natural també s'estén a Geòrgia, Alabama, Mississipi, sud-est de Louisiana i la cantonada sud de Carolina del Sud.

## Dieta i reproducció
Aquestes tortugues són herbívores, consumeixen una gran varietat de plantes, encara que majorment mengen pastures de fulla ampla i llegums. També mengen pastures dures, bolets i també fruites: asimina, móres, i altres bèrries. També consumeixen flors del gènere Cnidoscolus, Tillandsia, richardi, Dyschoriste. Les tortugues joves tendeixen a consumir més llegums, que són altes en proteïna, i menys pastures fibroses que les tortugues adultes.
Es reprodueixen de febrer a setembre, amb un pic entre maig i juny. La femella pot fer 3-14 ous, depenent de la seva mida corporal, en un matalàs de sorra molt a prop de l'entrada a la seva cova. Els ous es desclouen després d'uns 100 dies. Les de Florida es desclouen en menys temps, prop de 80-90 dies. El sexe és determinat per la temperatura de la sorra on es troba la posta.
El 90% de les postes poden ser destruïdes per depredadors abans que els ous es descloguin, i menys del 6% dels ous s'espera que sobrevisquin i es converteixin en tortugues que visquin un any o més després de descloure's.